# Orso d'oro
L'Orso d'oro (Goldener Bär) è il premio assegnato dalla giuria internazionale del Festival di Berlino al miglior film presentato in concorso.
Il premio, una statuetta in bronzo placcata d'oro rappresentante un orso, simbolo della città presente sullo stemma e sulla bandiera, venne creato il 9 ottobre 1950 in occasione della prima riunione del comitato organizzatore della Berlinale.
Nella prima edizione del festival l'Orso d'oro fu assegnato da una giuria di esperti, tutti di nazionalità tedesca, mentre dalla successiva fino a quella del 1955 i vincitori furono scelti dal pubblico. Questa decisione venne presa su pressione della FIAPF, dato che l'assegnazione di premi da parte di una giuria di esperti era riservata ai cosiddetti "festival competitivi", titolo che Il Festival di Berlino avrebbe guadagnato solo nel 1956.

## Albo d'oro

### Anni 1950
- 1951[3]
  - Drammatico: Quattro in una jeep (Die vier im jeep), regia di Leopold Lindtberg e Elizabeth Montagu  ·   Svizzera
  - Polizieschi o avventure: Giustizia è fatta (Justice est faite), regia di André Cayatte  ·   Francia
  - Commedie: ...e mi lasciò senza indirizzo (Sans laisser d'adresse), regia di Jean-Paul Le Chanois  ·   Francia
  - Musicali: Cenerentola (Cinderella), regia di Wilfred Jackson, Hamilton Luske e Clyde Geronimi  ·   Stati Uniti
  - Documentari: La valle dei castori (Beaver Valley), regia di James Algar  ·   Stati Uniti

- 1952: Ha ballato una sola estate (Hon dansade en sommar), regia di Arne Mattsson  ·   Svezia
- 1953: Vite vendute (Le salaire de la peur), regia di Henri-Georges Clouzot  ·   Italia/ Francia
- 1954: Hobson il tiranno (Hobson's Choice), regia di David Lean  ·   Regno Unito
- 1955: I topi (Die Ratten), regia di Robert Siodmak  ·   Germania Ovest
- 1956: Trittico d'amore (Invitation to the Dance), regia di Gene Kelly  ·   Stati Uniti
- 1957: La parola ai giurati (12 Angry Men), regia di Sidney Lumet  ·   Stati Uniti
- 1958: Il posto delle fragole (Smultronstället), regia di Ingmar Bergman  ·   Svezia
- 1959: I cugini (Les Cousins), regia di Claude Chabrol  ·   Francia

### Anni 1960
- 1960: Lazarillo de Tormes (El Lazarillo de Tormes), regia di César Ardavin  ·   Spagna/ Italia
- 1961: La notte, regia di Michelangelo Antonioni  ·   Italia/ Francia
- 1962: Una maniera d'amare (A Kind of Loving), regia di John Schlesinger  ·   Regno Unito
- 1963
  - Bushidô zankoku monogatari, regia di Tadashi Imai  ·   Giappone
  - Il diavolo, regia di Gian Luigi Polidoro  ·   Italia
- 1964: L'estate arida (Susuz Yaz), regia di Metin Erksan  ·   Turchia
- 1965: Agente Lemmy Caution: missione Alphaville (Alphaville, une étrange aventure de Lemmy Caution), regia di Jean-Luc Godard  ·   Italia/ Francia
- 1966: Cul-de-sac, regia di Roman Polański  ·   Regno Unito
- 1967: Il vergine (Le départ), regia di Jerzy Skolimowski  ·   Belgio
- 1968: Anghingò (Ole dole doff), regia di Jan Troell  ·   Svezia
- 1969: Opere giovanili (Rani Radovi), regia di Želimir Žilnik  ·   Jugoslavia

### Anni 1970
- 1970: Non assegnato[4][5]
- 1971: Il giardino dei Finzi Contini, regia di Vittorio De Sica  ·   Italia/ Germania Ovest
- 1972: I racconti di Canterbury, regia di Pier Paolo Pasolini  ·   Italia/ Francia
- 1973: Tuoni lontani (Ashani Sanket), regia di Satyajit Ray  ·   India
- 1974: Soldi ad ogni costo (The Apprenticeship of Duddy Kravitz), regia di Ted Kotcheff  ·   Canada
- 1975: Adozione (Örökbefogadás), regia di Márta Mészáros  ·   Ungheria
- 1976: Buffalo Bill e gli indiani (Buffalo Bill and the Indians, or Sitting Bull's History Lesson), regia di Robert Altman  ·   Stati Uniti
- 1977: L'ascesa (Voschoždenie), regia di Larisa Efimovna Šepit'ko  ·   Unione Sovietica
- 1978[6][7]
  - Las truchas, regia di José Luis García Sánchez  ·   Spagna
  - Las palabras de Max, regia di Emilio Martínez Lázaro  ·   Spagna
  - Ascensor, regia di Tomás Muñoz  ·   Spagna
- 1979: David, regia di Peter Lilienthal  ·   Germania Ovest

### Anni 1980
- 1980
  - Heartland, regia di Richard Pearce  ·   Stati Uniti
  - Palermo o Wolfsburg (Palermo oder Wolfsburg), regia di Werner Schroeter  ·   Svizzera/ Germania Ovest
- 1981: In fretta in fretta (Deprisa, deprisa), regia di Carlos Saura  ·   Spagna/ Francia
- 1982: Veronika Voss (Die Sehnsucht der Veronika Voss), regia di Rainer Werner Fassbinder  ·   Germania Ovest
- 1983
  - Ascendancy, regia di Edward Bennett  ·   Regno Unito
  - L'alveare (La colmena), regia di Mario Camus  ·   Spagna
- 1984: Love Streams - Scia d'amore (Love Streams), regia di John Cassavetes  ·   Stati Uniti
- 1985
  - La signora e lo straniero (Die Frau und der Fremde), regia di Rainer Simon  ·   Germania Est
  - Il mistero di Wetherby (Wetherby), regia di David Hare  ·   Regno Unito
- 1986: Stammheim - Il caso Baader-Meinhof (Stammheim - Die Baader-Meinhof-Gruppe vor Gericht), regia di Reinhard Hauff  ·   Germania Ovest
- 1987: Tema, regia di Gleb Panfilov  ·   Unione Sovietica
- 1988: Sorgo rosso (Hong gao liang), regia di Zhang Yimou  ·   Cina
- 1989: Rain Man - L'uomo della pioggia (Rain Man), regia di Barry Levinson  ·   Stati Uniti

### Anni 1990
- 1990
  - Music Box - Prova d'accusa (Music Box), regia di Costa-Gavras  ·   Stati Uniti
  - Allodole sul filo (Skrivánci na niti), regia di Jiří Menzel  ·   Cecoslovacchia
- 1991: La casa del sorriso, regia di Marco Ferreri  ·   Italia
- 1992: Grand Canyon - Il cuore della città (Grand Canyon), regia di Lawrence Kasdan  ·   Stati Uniti
- 1993
  - La donna del lago delle anime profumate (Xian Hunnü), regia di Xie Fei  ·   Cina
  - Il banchetto di nozze (Hsi yen), regia di Ang Lee  ·   Taiwan/ Stati Uniti
- 1994: Nel nome del padre (In the Name of the Father), regia di Jim Sheridan  ·   Irlanda/ Regno Unito/ Stati Uniti
- 1995: L'esca (L'appât), regia di Bertrand Tavernier  ·   Francia
- 1996: Ragione e sentimento (Sense and Sensibility), regia di Ang Lee  ·   Stati Uniti/ Regno Unito
- 1997: Larry Flynt - Oltre lo scandalo (The People vs. Larry Flynt), regia di Miloš Forman  ·   Stati Uniti
- 1998: Central do Brasil, regia di Walter Salles  ·   Brasile/ Francia
- 1999: La sottile linea rossa (The Thin Red Line), regia di Terrence Malick  ·   Stati Uniti

### Anni 2000
- 2000: Magnolia, regia di Paul Thomas Anderson  ·   Stati Uniti
- 2001: Intimacy - Nell'intimità (Intimacy), regia di Patrice Chéreau  ·   Francia/ Regno Unito/ Germania/ Spagna
- 2002: 
  - La città incantata (Sen to Chihiro no kamikakushi), regia di Hayao Miyazaki  ·  Giappone
  - Bloody Sunday, regia di Paul Greengrass  ·   Regno Unito/ Irlanda
- 2003: Cose di questo mondo (In This World), regia di Michael Winterbottom  ·   Regno Unito
- 2004: La sposa turca (Gegen die Wand), regia di Fatih Akın  ·   Germania/ Turchia
- 2005: U-Carmen (U-Carmen e-Khayelitsha), regia di Mark Dornford-May  ·  Sudafrica
- 2006: Il segreto di Esma (Grbavica), regia di Jasmila Žbanić  ·   Bosnia ed Erzegovina/ Croazia/ Austria/ Germania
- 2007: Il matrimonio di Tuya (Tu ya de hun shi), regia di Quan'an Wang  ·   Cina
- 2008: Tropa de Elite - Gli squadroni della morte (Tropa de Elite), regia di José Padilha  ·   Brasile/ Stati Uniti/ Argentina
- 2009: Il canto di Paloma (La teta asustada), regia di Claudia Llosa  ·   Spagna/ Perù

### Anni 2010
- 2010: Bal, regia di Semih Kaplanoğlu  ·   Turchia
- 2011: Una separazione (Jodāyi-e Nāder az Simin), regia di Asghar Farhadi  ·   Iran
- 2012: Cesare deve morire, regia di Paolo e Vittorio Taviani  ·   Italia
- 2013: Il caso Kerenes (Poziţia copilului), regia di Călin Peter Netzer  ·   Romania
- 2014: Fuochi d'artificio in pieno giorno (Bai Ri Yan Huo), regia di Diao Yinan  ·   Cina
- 2015: Taxi Teheran, regia di Jafar Panahi  ·  Iran
- 2016: Fuocoammare, regia di Gianfranco Rosi  ·   Italia
- 2017: Corpo e anima (Testről és lélekről), regia di Ildikó Enyedi  ·   Ungheria
- 2018: Ognuno ha diritto ad amare - Touch Me Not (Touch Me Not), regia di Adina Pintilie  ·   Romania
- 2019: Synonymes, regia di Nadav Lapid  ·   Francia/ Israele

### Anni 2020
- 2020: Il male non esiste (Sheytān vojud nadārad), regia di Mohammad Rasoulof  ·   Germania/ Rep. Ceca/ Iran
- 2021: Sesso sfortunato o follie porno (Babardeală cu bucluc sau porno balamuc), regia di Radu Jude  ·   Romania
- 2022: Alcarràs - L'ultimo raccolto (Alcarràs), regia di Carla Simón  ·   Spagna
- 2023: Sull'Adamant - Dove l'impossibile diventa possibile (Sur l'Adamant), regia di Nicolas Philibert  ·   Francia/ Giappone
- 2024: Dahomey, regia di Mati Diop  ·  Francia/ Senegal/ Benin
- 2025: Dreams (Drømmer) di Dag Johan Haugerud  ·   Norvegia

## Vincitori per paese d'origine
| Francia              | 17 |
| Stati Uniti          | 16 |
| Germania Ovest       | 12 |
| Italia               | 10 |
| Regno Unito          | 10 |
| Spagna               | 9  |
| Svezia               | 3  |
| Turchia              | 3  |
| Cina                 | 3  |
| Romania              | 3  |
| Iran                 | 3  |
| Giappone             | 2  |
| Unione Sovietica     | 2  |
| Svizzera             | 2  |
| Irlanda              | 2  |
| Brasile              | 2  |
| Ungheria             | 2  |
| Austria              | 1  |
| Jugoslavia           | 1  |
| Cecoslovacchia       | 1  |
| India                | 1  |
| Nuova Zelanda        | 1  |
| Corea del Sud        | 1  |
| Israele              | 1  |
| Argentina            | 1  |
| Bosnia ed Erzegovina | 1  |
| Croazia              | 1  |
| Bulgaria             | 1  |